# Purcellinus robustus
Purcellinus robustus är en mångfotingart som beskrevs av Carl Graf Attems 1928. Purcellinus robustus ingår i släktet Purcellinus och familjen storjordkrypare. Inga underarter finns listade i Catalogue of Life.